# Pardosa cincta
Pardosa cincta là một loài nhện trong họ Lycosidae.
Loài này thuộc chi Pardosa. Pardosa cincta được Wladislaus Kulczynski miêu tả năm 1887.